# Regiunea Tatra
Regiunea Tatra (Tatranský región) este o regiune turistică din Slovacia de nord-est. Ea cuprinde un teritoriu din munții Tatra din Regiunea Prešov cu:
- Districtul Poprad
- Districtul Kežmarok
- Districtul Stará Ľubovňa